# Acquaragia minerale
L'acquaragia minerale (o ragia minerale, spesso indicata semplicemente come acquaragia) è una particolare miscela di idrocarburi ottenuta per distillazione frazionata del petrolio greggio. Essenzialmente, è composta da benzina pesante, con o senza idrocarburi aromatici (nocivi, ma che migliorano il potere solvente).
Viene detta "acquaragia minerale", specificando la sua origine, per distinguerla dall'acquaragia naturale, chiamata anche essenza di trementina.

## Usi
L'acquaragia minerale trova largo impiego nell'industrie delle pitture, come solvente d'eccellenza per vernici sintetiche e per la pulizia degli attrezzi (rullo, pennelli) dai residui di vernice. Inoltre, è utilizzata nell'industria del legno per sciogliere soprattutto cere e paraffine, mentre ha più difficoltà nello sciogliere la resina. Infine, può essere utilizzata per sciogliere grasso e olio lubrificante. 